# 程岡庸
程岡 庸（ほどおか よう、1959年〈昭和34年〉1月7日 - ）は、日本の政治家。高知県土佐清水市長（1期）。

## 来歴
土佐清水市出身。高知県立高知工業高等学校卒。電器店（合資会社程岡電器代表社員）を営む傍ら、2015年より土佐清水商工会議所会頭も務めた。
2023年10月22日投開票が行われた土佐清水市長選挙は、現職の泥谷光信が病気療養のため任期途中で辞任したことに伴うもので、程岡のほか元市議会議員の岡本詠、2度目の挑戦となる会社社長の中山義介、個人投資家の西田充一の4人で争い、事実上程岡、岡本、中山の三つ巴の争いとなり、前市長の泥谷や多くの市議などの支援を受けた程岡が激戦を制して初当選した。
※当日有権者数：10,895人 最終投票率：73.78%（前回比： 0.66pts）
| 候補者名 | 年齢 | 所属党派 | 新旧別 | 得票数  | 得票率 | 推薦・支持 |
| -------- | ---- | -------- | ------ | ------- | ------ | ---------- |
| 程岡庸   | 64   | 無所属   | 新     | 2,750票 | 35.04% |            |
| 岡本詠   | 50   | 無所属   | 新     | 2,487票 | 31.69% |            |
| 中山義介 | 45   | 無所属   | 新     | 2,302票 | 29.33% |            |
| 西田充一 | 59   | 無所属   | 新     | 309票   | 3.94%  |            |

当選後のインタビューでは、「公約で掲げたようにふるさと納税の納税額をできるだけ増やし、子育て支援の拡充や福祉政策になどに力を入れたい」と話した。